# قائمة عملات جنوب السودان
جنوب السودان، رسميًا جمهورية جنوب السودان، هي دولة تقع في شرق أفريقيا، وتعد من أحدث الدول في العالم من حيث النشأة بعد انفصالها عن السودان في 9 يوليو 2011، وذلك بعد عقود من الحرب الأهلية التي راح ضحيتها ملايين الأشخاص. تتمتع جنوب السودان بموقع استراتيجي حيث تحدها إثيوبيا من الشرق، وكينيا وأوغندا من الجنوب، وجمهورية الكونغو الديمقراطية من الجنوب الغربي، وجمهورية أفريقيا الوسطى من الغرب، والسودان من الشمال.
بعد الاستقلال، أصدرت جنوب السودان عملتها الوطنية الخاصة بها، وهي جنيه جنوب السودان (ISO 4217 الرمز البريدي: SSP)، وذلك في يوليو 2011. تم إصدار الجنيه الجنوب سوداني ليحل محل الجنيه السوداني (SDG) الذي كان متداولًا قبل الانفصال. العملة الجديدة تعكس الهوية الوطنية المستقلة للبلاد وتعتبر رمزًا للسيادة الاقتصادية.

## العملة:
الجنيه الجنوب سوداني مقسم إلى 100 قرش، ويتم إصداره في شكل عملات ورقية وعملات معدنية. تشمل الفئات الورقية: 1 جنيه، 5 جنيهات، 10 جنيهات، 25 جنيهًا، 50 جنيهًا، 100 جنيه، و500 جنيه. أما العملات المعدنية فتشمل فئات صغيرة مثل 10 قروش، 20 قرشًا، و50 قرشًا.

### تصميم العملة:
تحمل العملات الجنوب سودانية صورًا ورموزًا تعبر عن تاريخ البلاد وثقافتها، مثل صور القادة التاريخيين، والحيوانات البرية التي تشتهر بها البلاد مثل الفيلة والزرافات، بالإضافة إلى بعض المعالم الطبيعية والثقافية.

### التبادل التجاري والعملات الأجنبية:
بسبب التحديات الاقتصادية، يتم تداول العملات الأجنبية مثل الدولار الأمريكي بشكل واسع في جنوب السودان، خاصة في المعاملات الكبيرة والتجارة الدولية.

## قائمة العملات
فيما يلي قائمة شاملة لكل المسكوكات والمطبوعات التي أصدرتها جمهورية جنوب السودان منذ انفصالها مع صور الوجه الأمامي والخلفي -إن توفرت- ووصف شامل لمقاييسها ومواد صنعها ومحتواها.

### 5 قروش
| الصور         | الصور        | الوصف |
| الوجه الأمامي | الوجه الخلفي | رقم نوميستا: N# 202588 النوع: أوراق نقدية الفترة: جمهورية جنوب السودان السنة: غير محدد (2011) المادة: ورق الشكل: مستطيل الحجم: 120 × 60 مم العملة: الجنيه (2011-حتى الآن) جهة السك/الطبع: جنوب السودان لغة الوجه الأمامي: لاتيني محتوى الوجه الأمامي: صورة للدكتور جون قرنق دي مابيور (1945-2005)، وهو سياسي وثوري سوداني وقائد، ورمح محارب من قبيلة الدينكا. لغة الوجه الخلفي: لاتيني محتوى الوجه الخلفي: نعامة ورمح محارب من قبيلة الدينكا. |

### 10 قروش
| الصور         | الصور        | الوصف |
| الوجه الأمامي | الوجه الخلفي | رقم نوميستا: N# 202591 النوع: أوراق نقدية الفترة: جمهورية جنوب السودان السنة: غير محدد (2011) المادة: ورق الشكل: مستطيل الحجم: 120 × 60 مم العملة: الجنيه (2011-حتى الآن) جهة السك/الطبع: جنوب السودان لغة الوجه الأمامي: لاتيني محتوى الوجه الأمامي: صورة للدكتور جون قرنق دي مابيور (1945-2005)، وهو سياسي وثوري سوداني وقائد، ورمح محارب من قبيلة الدينكا. لغة الوجه الخلفي: لاتيني محتوى الوجه الخلفي: ظبي الكودو ورمح محارب من قبيلة الدينكا. |

| الصور         | الصور        | الوصف |
| الوجه الأمامي | الوجه الخلفي | رقم نوميستا: N# 75281 النوع: عملات معدنية الفترة: جمهورية جنوب السودان السنة: 2015 القطر: 19 مم التقنية: مضروب الاتجاه: محاذاة تطابقية ↑↑ الغلظ: 1.9 مم المادة: فولاذ مطلي بالنحاس الشكل: دائري الحاشية: عادي العملة: الجنيه (2011-حتى الآن) جهة السك/الطبع: جنوب السودان لغة الوجه الأمامي: لاتيني محتوى الوجه الأمامي: شعار جنوب السودان مع التاريخ أسفله. لغة الوجه الخلفي: لاتيني محتوى الوجه الخلفي: منصة حفر نفط صحراوية. |

### 20 قرش
| الصور         | الصور        | الوصف |
| الوجه الأمامي | الوجه الخلفي | رقم نوميستا: N# 75282 النوع: عملات معدنية الفترة: جمهورية جنوب السودان السنة: 2015 القطر: 21 مم التقنية: مضروب الاتجاه: محاذاة تطابقية ↑↑ الغلظ: 1.93 مم المادة: فولاذ مطلي بالنحاس الأصفر الشكل: دائري الحاشية: عادي العملة: الجنيه (2011-حتى الآن) جهة السك/الطبع: جنوب السودان لغة الوجه الأمامي: لاتيني محتوى الوجه الأمامي: شعار جنوب السودان مع التاريخ أسفله. لغة الوجه الخلفي: لاتيني محتوى الوجه الخلفي: طائر أبو مركوب (الاسم العلمي: Balaeniceps rex). |

### 25 قرش
| الصور         | الصور        | الوصف |
| الوجه الأمامي | الوجه الخلفي | رقم نوميستا: N# 202592 النوع: أوراق نقدية الفترة: جمهورية جنوب السودان السنة: غير محددة (2011) المادة: ورق الشكل: مستطيل الحجم: 120 × 60 مم العملة: الجنيه (2011-حتى الآن) جهة السك/الطبع: جنوب السودان لغة الوجه الأمامي: لاتيني محتوى الوجه الأمامي: صورة للدكتور جون قرنق دي مابيور (1945-2005)، وهو سياسي سوداني وقائد ثوري، مع رمح محارب دينكا. لغة الوجه الخلفي: لاتيني محتوى الوجه الخلفي: نهر النيل وسلسلة جبال إيماتونغ مع جبل كينيتي (3,187 مترًا)، ورمح محارب دينكا. |

### 50 قرش
| الصور         | الصور        | الوصف |
| الوجه الأمامي | الوجه الخلفي | رقم نوميستا: N# 75283 النوع: عملات معدنية الفترة: جمهورية جنوب السودان السنة: 2015 القطر: 23 مم التقنية: محفورة الاتجاه: محاذاة تطابقية ↑↑ الغلظ: 1.93 مم المادة: فولاذ مغطى بالنيكل الشكل: دائري الحاشية: الحافة مغطاة بشرائح (10/10) العملة: الجنيه (2011-حتى الآن) جهة السك/الطبع: جنوب السودان لغة الوجه الأمامي: لاتيني محتوى الوجه الأمامي: درع جنوب السودان، مع التاريخ أسفله لغة الوجه الخلفي: لاتيني محتوى الوجه الخلفي: وحيد القرن الأبيض الشمالي الاسم الثنائي: Ceratotherium simum cottoni |

### جنيه واحد (1 جنيه)
| الصور         | الصور        | الوصف |
| الوجه الأمامي | الوجه الخلفي | رقم نوميستا: N# 202579 النوع: أوراق نقدية الفترة: جمهورية جنوب السودان السنة: ND (2011) المادة: ورق الشكل: مستطيل الحجم: 126 × 62 مم العملة: الجنيه (2011-حتى الآن) جهة السك/الطبع: جنوب السودان لغة الوجه الأمامي: لاتيني محتوى الوجه الأمامي: صورة لد. جون غارانغ دي مابيور (1945-2005)، الذي كان سياسيًا سودانيًا وقائدًا ثوريًا، ورمح محارب دينكا لغة الوجه الخلفي: لاتيني محتوى الوجه الخلفي: قطيع من الزرافات. |

| الصور         | الصور        | الوصف |
| الوجه الأمامي | الوجه الخلفي | رقم نوميستا: N# 75284 النوع: عملات معدنية الفترة: جمهورية جنوب السودان السنة: 2015 القطر: 25 مم التقنية: مِلّ الاتجاه: محاذاة تطابقية ↑↑ الغلظ: 2.19 مم المادة: بيمعدنية: قلب من الفولاذ المطلي بالنحاس داخل حلقة من الفولاذ المطلي بالنيكل الشكل: دائري الحاشية: مشطوف العملة: الجنيه (2011-حتى الآن) جهة السك/الطبع: جنوب السودان لغة الوجه الأمامي: لاتيني محتوى الوجه الأمامي: شعار دولة جنوب السودان، التاريخ في الأسفل لغة الوجه الخلفي: لاتيني محتوى الوجه الخلفي: زرافات نوبية الاسم الثنائي: Giraffa camelopardalis camelopardalis |

### جنيهان (2 جنيه)
| الصور         | الصور        | الوصف |
| الوجه الأمامي | الوجه الخلفي | رقم نوميستا: N# 75286 النوع: عملات الفترة: جمهورية جنوب السودان السنة: 2015 القطر: 27 مم التقنية: محنك الاتجاه: محاذاة تطابقية ↑↑ الغلظ: 2.2 مم المادة: بيميتاليك: قلب من الفولاذ المدهون بالنيكل في حلقة من الفولاذ المدهون بالنحاس الشكل: دائري الحاشية: مشطوفة العملة: الجنيه (2011-حتى الآن) جهة السك/الطبع: جنوب السودان لغة الوجه الأمامي: لاتيني محتوى الوجه الأمامي: درع جنوب السودان، مع التاريخ أسفله لغة الوجه الخلفي: لاتيني محتوى الوجه الخلفي: درع أفريقي |

### خمس جنيهات (5 جنيه)
| الصور         | الصور        | الوصف |
| الوجه الأمامي | الوجه الخلفي | رقم نوميستا: N# 202603 النوع: أوراق نقدية الفترة: جمهورية جنوب السودان السنة: 2015 (2011-2015) المادة: ورق الشكل: مستطيل الحجم: 120 × 60 مم العملة: الجنيه (2011-حتى الآن) جهة السك/الطبع: جنوب السودان لغة الوجه الأمامي: لاتيني محتوى الوجه الأمامي: طباعة باللونين الأسود والمارون الداكن على خلفية متعددة الألوان باللون الأحمر الفاتح والبرتقالي. صورة للدكتور جون قرنق دي مابيور (1945-2005) على اليسار، كان سياسيًا سودانيًا وقائدًا ثوريًا، ورمح محارب دينكا لغة الوجه الخلفي: لاتيني محتوى الوجه الخلفي: طباعة باللونين الأسود والمارون الداكن على خلفية متعددة الألوان باللون الأحمر الفاتح والبرتقالي. ماشية سانغا جوبا لشعب الدينكا على اليمين. |

### عشر جنيهات (أزرق - 10 جنيه)
| الصور         | الصور        | الوصف |
| الوجه الأمامي | الوجه الخلفي | رقم نوميستا: N# 202606 النوع: أوراق نقدية الفترة: جمهورية جنوب السودان السنة: ND (2011) المادة: ورق الشكل: مستطيل الحجم: 134 × 67 مم العملة: الجنيه (2011-حتى الآن) جهة السك/الطبع: جنوب السودان لغة الوجه الأمامي: لاتيني محتوى الوجه الأمامي: صورة للدكتور جون قرنق دي مابيور (1945-2005)، كان سياسيًا سودانيًا وقائدًا ثوريًا، ورمح محارب دينكا لغة الوجه الخلفي: لاتيني محتوى الوجه الخلفي: جاموس، وأناناس |

### عشر جنيهات (أخضر - 10 جنيه)
| الصور         | الصور        | الوصف |
| الوجه الأمامي | الوجه الخلفي | رقم نوميستا: N# 202629 النوع: أوراق نقدية الفترة: جمهورية جنوب السودان السنة: 2015-2016 المادة: ورق الشكل: مستطيل الحجم: 135 × 68 مم العملة: الجنيه (2011-حتى الآن) جهة السك/الطبع: جنوب السودان لغة الوجه الأمامي: لاتيني لغة الوجه الخلفي: لاتيني |

### عشرين جنيه (الاستقلال، مع العلم)
| الصور         | الصور        | الوصف |
| الوجه الأمامي | الوجه الخلفي | رقم نوميستا: N# 80605 النوع: ميداليات الفترة: جمهورية جنوب السودان السنة: 2011 القطر: 27.60 مم التقنية: مدورة الاتجاه: محاذاة تطابقية ↑↑ الغلظ: 2.15 مم المادة: بيميتاليك: مركز من الألومنيوم في حلقة من الفولاذ الشكل: دائري الحاشية: ناعمة العملة: الجنيه (2011-حتى الآن) لغة الوجه الأمامي: لاتيني محتوى الوجه الأمامي: درع جنوب السودان يتكون من نسر أفريقي يحمل رمحًا وشوكة متقاطعين. يُصور النسر وهو ينظر نحو كتفه الأيمن مع جناحيه منتشريْن، ويحتفظ في مخالبه بلفافة تحمل اسم الدولة. تم اعتماد درع النبالة في يوليو 2011 بعد الاستقلال عن جمهورية السودان. لغة الوجه الخلفي: لاتيني محتوى الوجه الخلفي: في المركز، الرئيس سلفا كير ميارديت مكتوب أسفله "بارك الله أول رئيس"، والأسطورة حول الصورة |

### عشرين جنيه (الاستقلال، بدون العلم)
| الصور         | الصور        | الوصف |
| الوجه الأمامي | الوجه الخلفي | رقم نوميستا: N# 40921 النوع: ميداليات الفترة: جمهورية جنوب السودان السنة: 2011 القطر: 28 مم التقنية: مدورة الاتجاه: محاذاة تطابقية ↑↑ الغلظ: 2.2 مم المادة: بيميتاليك: مركز من الألومنيوم في حلقة من الفولاذ الشكل: دائري الحاشية: ناعمة العملة: الجنيه (2011-حتى الآن) لغة الوجه الأمامي: لاتيني محتوى الوجه الأمامي: درع جنوب السودان لغة الوجه الخلفي: لاتيني محتوى الوجه الخلفي: صورة تمثيلية للرئيس سلفا كير ميارديت. القيمة. التاريخ. |

### عشرين جنيه
| الصور         | الصور        | الوصف |
| الوجه الأمامي | الوجه الخلفي | رقم نوميستا: N# 202616 النوع: أوراق نقدية الفترة: جمهورية جنوب السودان السنة: 2015-2017 المادة: ورق الشكل: مستطيل الحجم: 138 × 70 مم العملة: الجنيه (2011-حتى الآن) جهة السك/الطبع: جنوب السودان لغة الوجه الأمامي: لاتيني محتوى الوجه الأمامي: بني وأسود على طباعة تحتية متعددة الظلال باللون البرتقالي؛ الأرقام التسلسلية باللونين الأسود والأحمر. على اليسار، صورة لدكتور جون غارانغ دي مابيور (1945-2005)، الذي كان سياسيًا سودانيًا وقائدًا ثوريًا، ورمح محارب دينكا. لغة الوجه الخلفي: لاتيني محتوى الوجه الخلفي: صورة لزوج من الظباء الأوركس، ومنصة حفر النفط؛ كلاهما على اليمين. |

### حمسة وعشرين جنيه (25 جنيه)
| الصور         | الصور        | الوصف |
| الوجه الأمامي | الوجه الخلفي | رقم نوميستا: N# 202607 النوع: أوراق نقدية الفترة: جمهورية جنوب السودان السنة: ND (2011) المادة: ورق الشكل: مستطيل الحجم: 120 × 60 مم العملة: الجنيه (2011-حتى الآن) جهة السك/الطبع: جنوب السودان لغة الوجه الأمامي: لاتيني محتوى الوجه الأمامي: صورة لدكتور جون غارانغ دي مابيور (1945-2005)، الذي كان سياسيًا سودانيًا وقائدًا ثوريًا، ورمح محارب دينكا. لغة الوجه الخلفي: لاتيني محتوى الوجه الخلفي: ظباء أوركس، ومنصة حفر النفط. |

### 50 جنيه
| الصور         | الصور        | الوصف |
| الوجه الأمامي | الوجه الخلفي | رقم نوميستا: N# 201860 النوع: أوراق نقدية الفترة: جمهورية جنوب السودان السنة: 2015-2019 (2011-2019) المادة: ورق الشكل: مستطيل الحجم: 141 × 70 مم العملة: الجنيه (2011-حتى الآن) جهة السك/الطبع: جنوب السودان لغة الوجه الأمامي: لاتيني محتوى الوجه الأمامي: اللون الأرجواني الداكن على خلفية متعددة الظلال من اللون الأرجواني الفاتح والبرتقالي؛ أرقام المسلسل باللونين الأسود والأحمر. على اليسار، صورة لدكتور جون غارانغ دي مابيور (1945-2005)، الذي كان سياسيًا سودانيًا وقائدًا ثوريًا، ورمح محارب دينكا. لغة الوجه الخلفي: لاتيني محتوى الوجه الخلفي: مشهد لأربعة فيلة بأحجام مختلفة على مرج عشبي على اليمين. |

### 100 جنيه
| الصور         | الصور        | الوصف |
| الوجه الأمامي | الوجه الخلفي | رقم نوميستا: N# 202488 النوع: أوراق نقدية الفترة: جمهورية جنوب السودان السنة: 2015-2019 (2011-2019) المادة: ورق الشكل: مستطيل الحجم: 146 × 75 مم العملة: الجنيه (2011-حتى الآن) جهة السك/الطبع: جنوب السودان لغة الوجه الأمامي: لاتيني محتوى الوجه الأمامي: صورة لدكتور جون غارانغ دي مابيور (1945-2005)، الذي كان سياسيًا سودانيًا وقائدًا ثوريًا، ورمح محارب دينكا. لغة الوجه الخلفي: لاتيني محتوى الوجه الخلفي: أسد، وشلال. |

### 500 جنيه
| الصور         | الصور        | الوصف |
| الوجه الأمامي | الوجه الخلفي | رقم نوميستا: N# 202618 النوع: أوراق نقدية الفترة: جمهورية جنوب السودان السنة: 2018-2023 المادة: ورق الشكل: مستطيل الحجم: 150 × 75 مم العملة: الجنيه (2011-حتى الآن) جهة السك/الطبع: جنوب السودان لغة الوجه الأمامي: لاتيني محتوى الوجه الأمامي: صورة لدكتور جون غارانغ دي مابيور (1945-2005)، الذي كان سياسيًا سودانيًا وقائدًا ثوريًا، ورمح محارب دينكا. لغة الوجه الخلفي: لاتيني محتوى الوجه الخلفي: نهر النيل. |

| الصور         | الصور        | الوصف |
| الوجه الأمامي | الوجه الخلفي | رقم نوميستا: N# 447241 النوع: أوراق نقدية الفترة: جمهورية جنوب السودان السنة: 2024 المادة: ورق الشكل: مستطيل العملة: الجنيه (2011-حتى الآن) جهة السك/الطبع: جنوب السودان لغة الوجه الأمامي: لاتيني لغة الوجه الخلفي: لاتيني |

### ألف جنيه (1000 جنيه)
| الصور         | الصور        | الوصف |
| الوجه الأمامي | الوجه الخلفي | رقم نوميستا: N# 274262 النوع: أوراق نقدية الفترة: جمهورية جنوب السودان السنة: 2020-2023 المادة: ورق الشكل: مستطيل الحجم: 158 × 82 مم العملة: الجنيه (2011-حتى الآن) جهة السك/الطبع: جنوب السودان لغة الوجه الأمامي: لاتيني محتوى الوجه الأمامي: صورة للدكتور جون قرنق دي مابيور (1945-2005)، الذي كان سياسيًا سودانيًا وقائدًا ثوريًا، ورمح محارب دينكا. مع تاريخ الطباعة الموجود في أسفل يمين الورقة. لغة الوجه الخلفي: لاتيني محتوى الوجه الخلفي: يوجد اثنان من النعام على يمين الفئة. |

| الصور         | الصور        | الوصف |
| الوجه الأمامي | الوجه الخلفي | رقم نوميستا: N# 420931 النوع: أوراق نقدية الفترة: جمهورية جنوب السودان السنة: 2024 المادة: ورق الشكل: مستطيل العملة: الجنيه (2011-حتى الآن) جهة السك/الطبع: جنوب السودان لغة الوجه الأمامي: لاتيني لغة الوجه الخلفي: لاتيني |